# Cumbia chilena
La cumbia chilena es un subgénero musical derivado de la cumbia —género musical y baile folclórico tradicional de Colombia—, surgido en Chile en los años 1960 que incorporó elementos de la música chilena, tanto folclóricos como populares. Cuenta con gran aceptación en dicho país. Entre los máximos exponentes se encuentran la Sonora Palacios, La Sonora De Tommy Rey, Santaferia, Leo Rey, Américo, Noche de Brujas, La Noche, Chico Trujillo, Giolito y su Combo, La Orquesta Cubanacán, entre muchos otros. Fue creada por Marti Palacios, junto a su Sonora, lanzando un LP en 1963 con las canciones El Caminante y La Mafafa.

## Historia

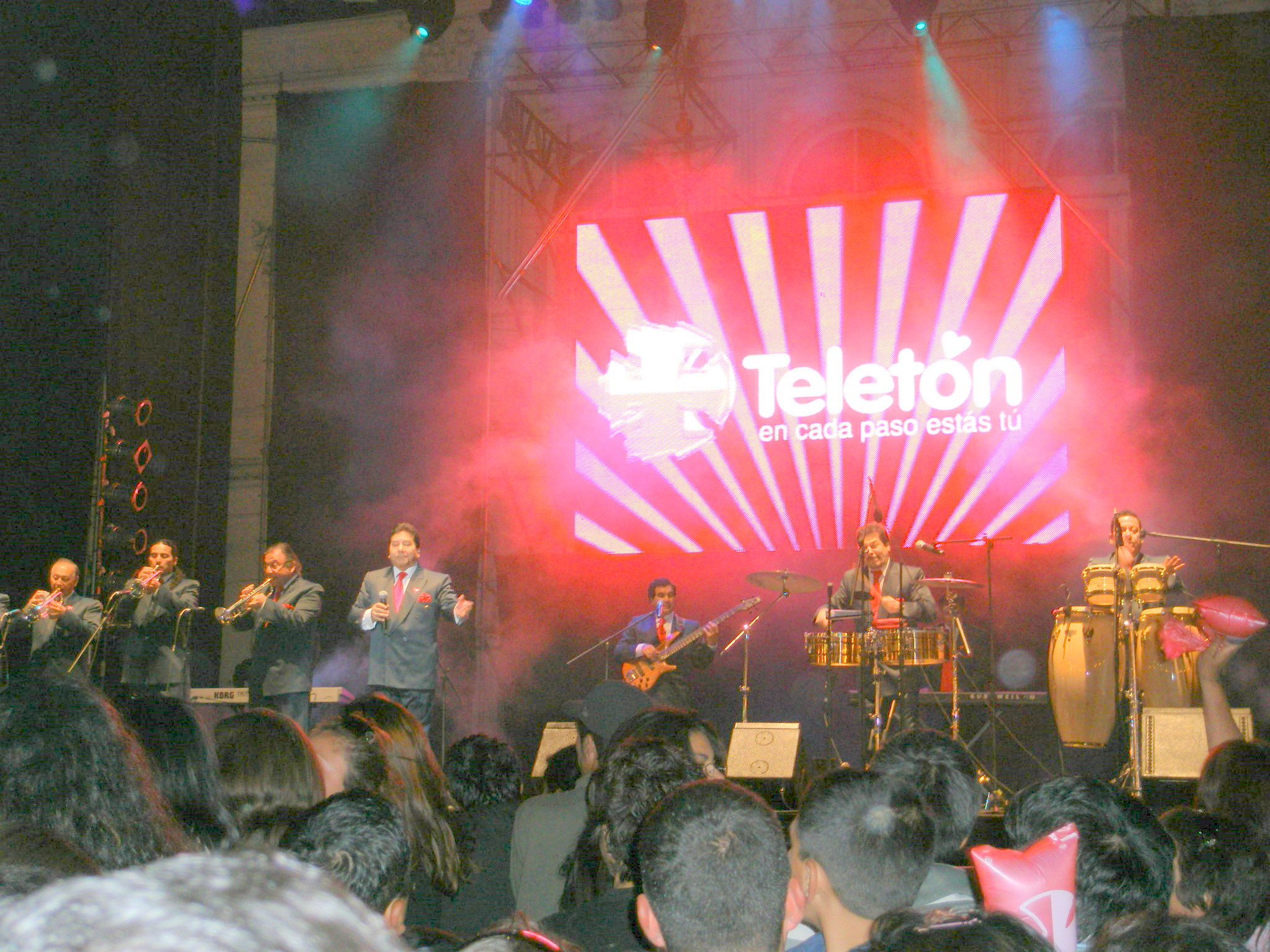
La Sonora de Tommy Rey en una gira de la Teletón.

### Orígenes
Los orígenes de la cumbia en Chile se remontan a los años 1960, cuando el venezolano Luisín Landáez logró éxito con sus versiones de «La piragua» en 1964 y «Los cien años de Macondo» a fines de dicha década, y la colombiana Amparito Jiménez grabó su versión de «La pollera colorá» y otros temas en Chile.

### Desarrollo
En la comuna de Quinta Normal en la ciudad de Santiago, Marti Palacios, líder de la Sonora Palacios, creó una derivada de la cumbia colombiana interpretada por el conjunto cubano La Sonora Matancera: introdujo instrumentos de bronce, piano y una percusión más rápida. En 1964 la banda lanzó el elepé Explosión en Cumbias, la primera grabación comercial de cumbia chilena, que entró rápidamente en el gusto popular. En esos años el cantante de la Sonora Palacios era el gran Tommy Rey, el grabó canciones como «El caminante», «Los domingos» y «El galeón español» que, además con los arreglos de Martí Palacios se hicieron muy populares. En la década de 1970 varios grupos chilenos que tocaban ritmos centroamericanos en hoteles y boites derivaron a la cumbia.
Una de las cumbias chilenas más escuchadas es «Un año más», del coquimbano Hernán Gallardo —grabada en 1977 por Los Viking's 5 y en 1978 por la Sonora Palacios—, que se trasformó en un verdadero himno para los años nuevos o cumpleaños.

### La más bailada
Se cree que la cumbia chilena es la «música más bailada en la historia de Chile», por su popularidad y la simplicidad de sus pasos. Desde su inicio ha estado presente en la mayoría de las celebraciones, no importando la clase social ni la edad, incluso en las de Fiestas Patrias, donde se escucha y baila a la par o por sobre la cueca, el baile nacional.

### Los combos
Los combos de cumbia chilena, llamados sonoras u orquestas, se caracterizan por ser agrupaciones constituidas de diez o más músicos. Sus principales exponentes son la Orquesta Huambaly, La Sonora de Tommy Rey, la Sonora Palacios, Los Banana 5, Los Viking's 5, Giolito y su combo, Pachuco y la Cubanacán, etc. 

### Nueva generación
Desde 2008, las grandes orquestas bailables chilenas han tenido un recambio generacional importante, haciendo surgir agrupaciones mucho más profesionales y con un público objetivo determinado. Su fórmula es conservar el criterio musical de antaño, pero con arreglos y propuestas musicales modernas, usando herramientas audiovisuales atractivas unidas a un marketing directo, una administración confiable y una puesta de escena atractiva.[cita requerida]

## Subgéneros

### La nueva cumbia chilena

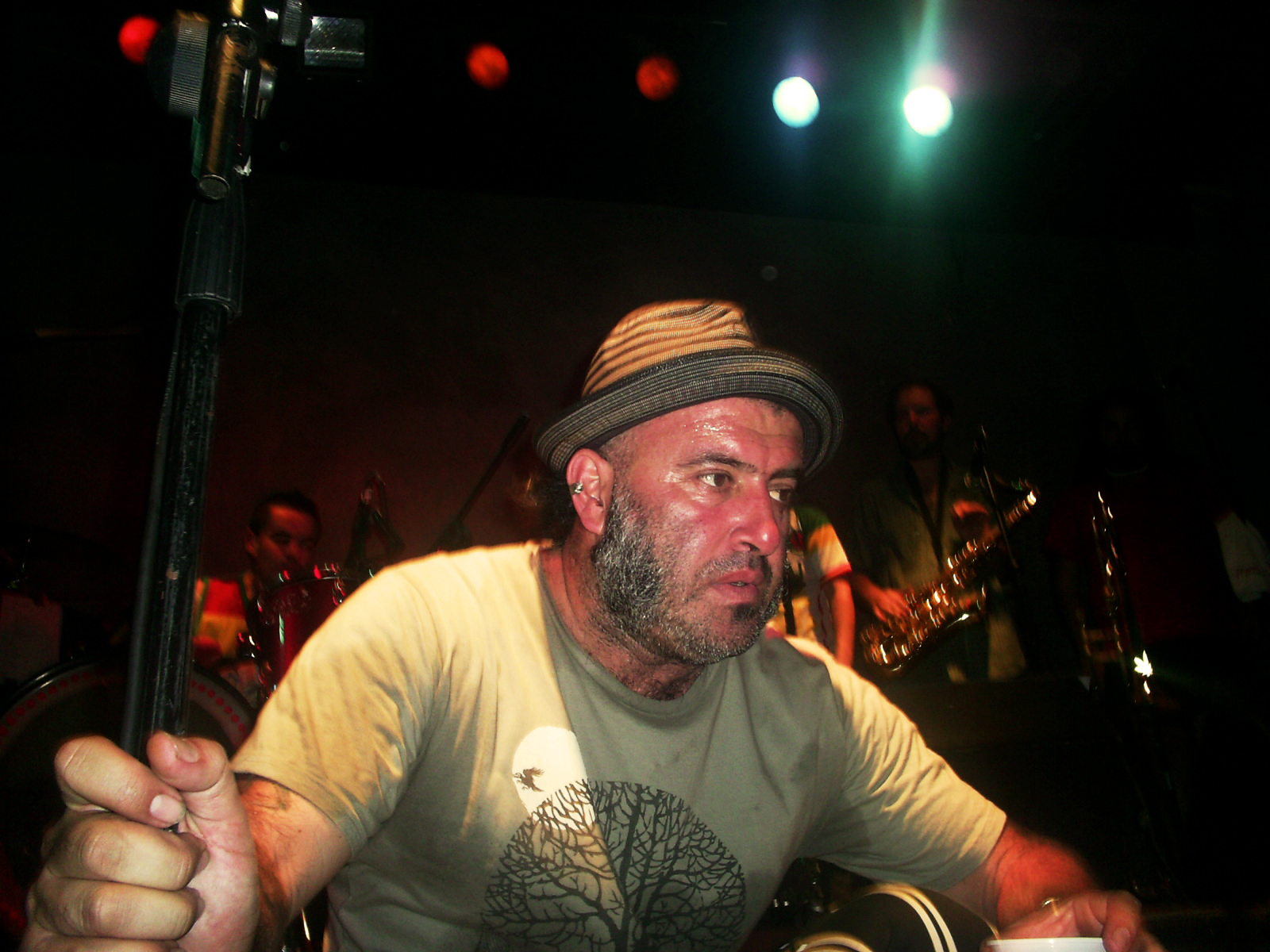
Aldo Asenjo del grupo Chico Trujillo.

La «cumbia rock chilena» o «nueva cumbia chilena» es un subgénero de la cumbia originado a principios de la década de 2000. Nació por un interés en desarrollar comercialmente el género de la cumbia con una identidad urbana propia, por lo que se nutre de distintos estilos, tales como el rock, ska y el hip hop, junto a una gran cantidad de géneros latinos, como la música andina, la salsa, el son, el bolero, la música afrolatina, como también de las bandas musicales de La Tirana o incluso del folclore de los Balcanes, como el klezmer y la música gitana. Parte de su raíz proviene de diversos grupos que se atrevieron a explorar y fusionar estos ritmos; prueba de ello fueron el cover de "Macondo" hecho por Sexual Democracia en 1993 y la canción "Las Seis" de Joe Vasconcellos. Sus principales exponentes son Chico Trujillo, Juana Fe, Sonora Baron, La Mano Ajena, Villa Cariño, Cholomandinga, Combo Ginebra, Chorizo Salvaje, La Combo Tortuga, Sonora 5 Estrellas, El Bloque 8, Moral Distraida, La Sagrada, La Teruka, Tomo como Rey y Guachupé. Espacios emblemáticos donde nace esta nueva movida son Galpón Victor Jara y Fonda Permanente La Popular. Esta última es la que logra el mayor desarrollo del movimiento, bandas como Santaferia, La Moral Distraída, La Combo Tortuga nacen en este lugar de características itinerante.La gran masividad de los festivales organizados por este colectivo artístico logran convocatorias históricas para este género musical superando las 50 000 personas por jornada y las bandas que habitualmente se presentan en este espacio alcanzan una notoriedad nacional e internacional.

### La cumbia romántica chilena

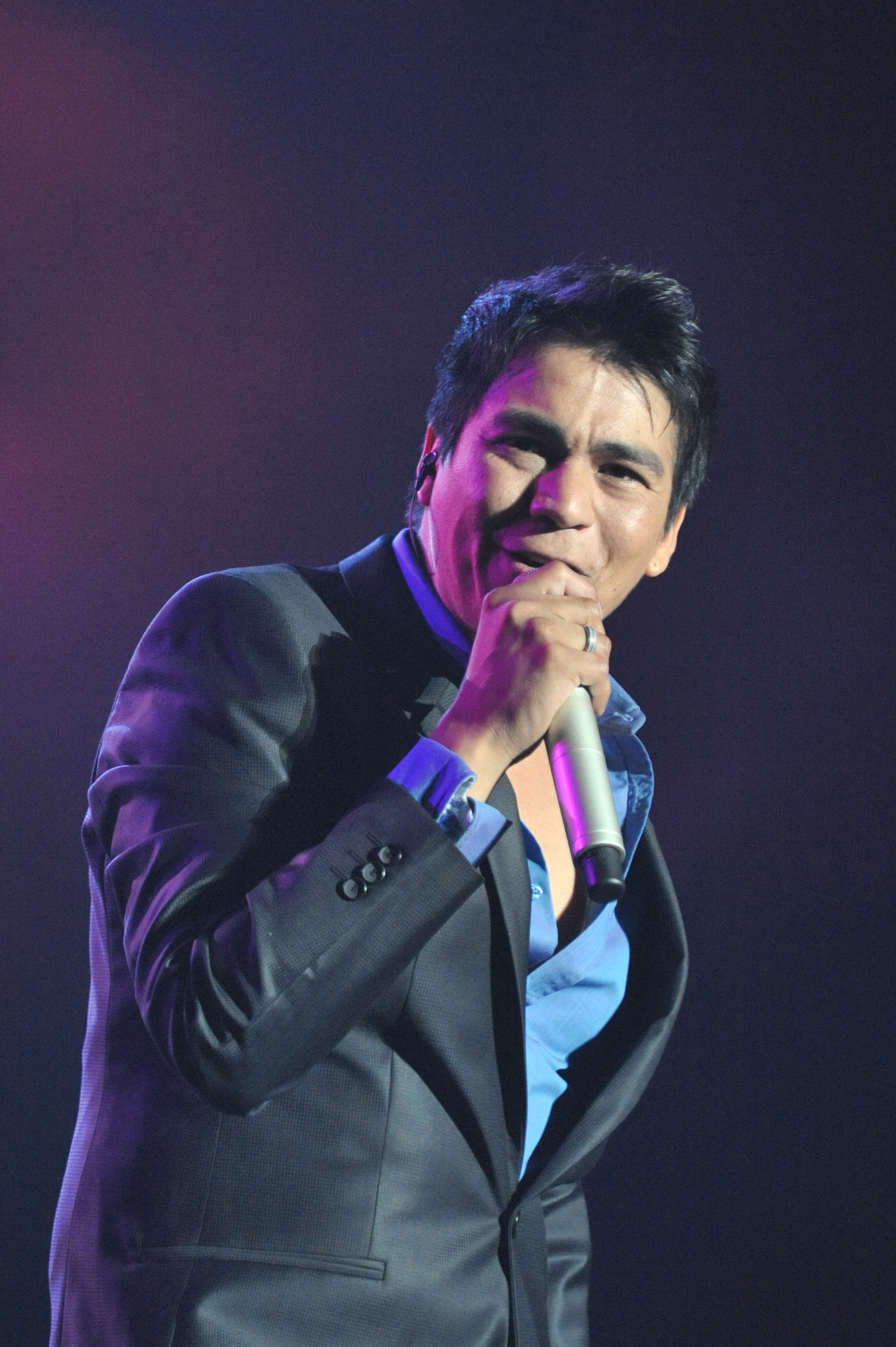
Américo.

Desde 2007, cuando el grupo La Noche reimpulsó la movida tropical chilena y declaró que no pertenecía a la corriente Sound[cita requerida], han surgido varios grupos en los cuales la tendencia son los solistas y las letras románticas relacionadas con el sufrimiento o el erotismo. Ejemplos de esto son Américo, exintegrante del grupo Alegría durante cinco años, Noche de Brujas, Leo Rey, el exvocalista de La Noche, Erick Berríos, exvocalista de Megapuesta, Tropikal Sound, Jordan, Combo con Clase, Paula Rivas, La Otra Fase entre otros.
La Otra Fase - Cumbia Romántica con Sello Propio
La Otra Fase es un grupo musical que ha surgido con fuerza en la escena de la cumbia romántica, fusionando el característico ritmo de la cumbia con letras cargadas de emoción y pasión. Originarios de la comuna de Peñaflor, en Santiago de Chile, este colectivo busca llevar la esencia del género a nuevos horizontes, proponiendo una propuesta fresca que, a través de su estilo romántico.
La cumbia romántica, un subgénero que se caracteriza por sus letras melódicas y llenas de sentimientos, ha encontrado en La Otra Fase un exponente de gran potencial. Con una propuesta que evoca el amor, el desamor y los altibajos de las relaciones sentimentales, su música se convierte en un reflejo de la vida misma.
La banda no solo se destaca por sus letras, sino también por su habilidad para mezclar los sonidos tradicionales de la cumbia con toques modernos que le dan un aire renovado, manteniendo la esencia que ha hecho popular este género en todo Latinoamérica. Cada tema es una invitación a vivir y sentir intensamente, sin dejar de lado el característico ritmo bailable.
Uno de los aspectos más llamativos de La Otra Fase es su ambición. Con la mirada puesta en trascender más allá de las fronteras de Chile, el grupo aspira a que su música llegue a oídos internacionales, y con la dedicación y talento que han demostrado, su meta parece cada vez más alcanzable. A través de su trabajo, buscan romper barreras y ofrecer algo único que conecte con el público.
A diferencia de la tecnocumbia chilena, los arreglos son totalmente acústicos —influenciados de las sonoras clásicas, la cumbia santafesina y de la cumbia norteña peruana, donde las trompetas y los acordeones juegan un papel muy importante—. Aunque las bandas como Chico Trujillo, Juana Fe, Sepamoya, Combo Tortuga, Santaferia, Villa Cariño y Los Inusuales son incluidas en esta categoría, estos grupos pertenecen a la «nueva cumbia chilena», con arreglos que fusionan la cumbia con géneros del punk-rock y el ska.

### El estilo tropical andino y el sound
A finales de los años 1970, el compositor ariqueño Carlos Baltazar, apodado el gran Carloto o el loco Carloto, introdujo en Chile el estilo tropical andino. Junto con sus tres hermanos, Baltazar formó el grupo Escape Libre y, posteriormente, la banda Claridad Baltazar. Desde la primera mitad de los años 1980, la cumbia andina comenzó a sonar fuerte en la zona norte de Chile. 
El inicio de la movida tropical-andina chilena surgió en 1988, cuando los hermanos Baltazar dejaron de grabar para la mítica disquera Producciones Carrero (de Iquique) y Producciones Alborada de Samuel Quispe (sello promotor ariqueño) y fundaron su propio sello, Claridad Producciones. Entonces, también surgió la primera generación de grupos muy famosos en el norte, los cuales, al igual que los hermanos Baltazar, replicaban éxitos de grupos peruanos bastante populares en la I Región.
Luego del éxito de aquellos grupos, emergió la segunda generación a finales de los años 1980, impulsada por el éxito de agrupaciones bolivianas, como Odisea 2000, Maroyu, Iberia, Claimax y Los Ronisch, las cuales añadían percusiones y más sintetización electrónica a las composiciones (además de retroalimentarse indirectamente de las bases eléctricas de la onda disco boliviana, la música chicha de las primeras agrupaciones, del rock ochentero y de variados ritmos andinos), de esa generación, la mayoría aún siguen activos, tales como Amanecer De Talo Baltazar, Scorpion de Calama, Genniman's De Iquique, Sonido Kristal de Iquique, Proyexion y Geyser de Tocopilla & Calipso de Calama. Uno de ellos se destacaría por ser el que popularizó en gran parte del país los ritmos tropicales de teclados, tumbas electrónicas y baterías eléctricas: el punitaquino Paskual Ramírez (cantante de origen andacollino que debutó como 2.ª voz y guitarrista en la agrupación La Nueva Cosecha) y su grupo Fantasía Tropical de Arica, formado en 1990, el cual luego de grabar 1 casete en estilo chichero para Claridad Producciones, emigra en 1992 a un estilo más technocumbiero y cambia el nombre a Fantasía de Punitaqui, graba 2 cassets bajo ese nuevo estilo y nombre y en 1993 abandona el sello ariqueño para emigrar a Santiago y grabar bajo el sello capitalino Calipso Record's (actualmente Caribe Record's) en busca de expandir el ritmo en el país, luego de grabar un CD bajo ese sello, y dejar el liderazgo del grupo a su hermano Evenecer Morales, conocido en el ambiente como "El Moncho". Paralelamente, nació el Sello Naranja Record's, bajo la dirección de Carlos Leyton Contador, quien fue el artífice y gran promotor del ingreso de la Movida tropical chilena para llegar a todo el territorio nacional, logrando grabar bajo su alero y producción a grupos de la calidad de Tropi-ka’l Sound, Hechizo, Fuego Latino de Quillota, Eclipse Musical, Sonora Star, Barahúnda, en aquellos años, para llegar a los tiempos actuales con grupos importantes de la discográfica nacional, como Proyecto Power, Inmortales y La Cumbia de Argentina, y el regreso de D’Latin Sound, junto a Carlos Leyton Contador, uno de los mánager más importantes de Chile, él fue importante al lograr que los medios televisivos y radiales a lo largo de todo el país se interesaran en introducir en sus programaciones a los artistas tropicales de la Movida, a más de introducirlos en el mercado nacional al lograr que su sello fuera distribuido por la multinacional EMI. Actualmente, Naranja Record's sigue funcionando y con la marca LG Tropichile, oficina de representaciones sigue manteniendo la vigencia de los grupos de la Movida tropical chilena y promociona a los grupos emergentes en todo Chile. Trabajando en diferentes eventos y festivales.
Desde el norte chileno, específicamente de Arica, Iquique, Calama, Vallenar, Ovalle, Punitaqui, nacieron nuevos grupos derivados de aquella segunda generación tales como: Banda Tropikal De Vallenar, Eclipse Musical, Elixir, Amerika'n Sound, Primicia, Promesa's, Alegría, Caravana Tropical, Manía Musical, Grupo Púrpura, Dulzura, Sonido Luna, Fusión Tropical, Gran Amanecer Internacional & Los Traicioneros. Todos ellos fusionan variados estilos de cumbia: argentina, mexicana, peruana y boliviana y también tomando algunas matices indirectas de música ondera en esos tiempos, como la música tecno europea y el rap.
Ya con un sonido característico, que pudo ser definido como "tecnocumbia chilena" o "tropical pop", sin embargo, todos fueron introducidos por los medios erróneamente dentro de la onda Sound, surgieron en Santiago y el resto de regiones, nuevas agrupaciones tales como La Nueva Sensación Tropi'kal (Peñalolén), Fuego Latino de Quillota, La Gran Magia Tropical (de La Pintana), Banda Tropikal De Vallenar (Vallenar), Jarabe De Amor, Hechizo (de Ovalle), D'Ceos, Los Gatos Buenos (de La Serena), Maskara, Paskual Y Su Alegría, Éxtasis, Maquina Tropikal (Tierra Amarilla), Tropi-ka'l Sound (de Iquique), Voltaje y D'Latin Sound (de Iquique). De aquellos grupos en la actualidad, gran parte sigue vigente, y otros como Tropi-kal Sound, D'Latin Sound, Passion Tropical y varios más, desaparecieron con la caída de la moda "sound" (así fue nombrada por los medios radiales, dado que los 3 grupos más populares terminaban en "Sound", como es el caso de Amerika'n, Tropi-ka'l y D'Latin Sound)) a comienzos de la década de 2000 muchos grupos cambiaron de estilo a las modas del momento, como la cumbia sureña, norteña (ritmos peruanos), "villera nortina" (ritmo boliviano) o la nueva movida tropical chilena. Cabe destacar que, pese a que se apoyaron bastante en composiciones peruanas, mexicanas y argentinas, también fue el periodo de mayor creatividad en las composiciones, llegando a haber grupos que decidieron grabar exclusivamente sus propias composiciones, como los casos de Hechizo o el grupo Maskara.
Su sonido es más electrónico que los estilos anteriormente mencionados, ya que es utilizado sintetizadores, guitarra eléctrica, bajo eléctrico, octapads (mal llamados "tumbas electrónicas") y batería electrónica, este fenómeno no se dio solo por la fuerte influencia de grupos mexicanos, bolivianos y peruanos como Sonido Mazter, Grupo Mojado, Bronco, Pintura Roja, Génesis, Odisea 2000, Maroyu, etc. y el salvaje intercambio cultural existente en la I región en esos años; más bien fue el desenlace que desde finales de los años 1980 surgían en la III y IV regiones, bandas que tocaban cumbias para animar fiestas, casamientos, y bailes, con un estilo similar al de los Viking's 5, pero incluyendo sintetizadores de bajo costo (ej: Grupo Galaxia de Vallenar, Kumanku de Coquimbo, Puente Roto y Capitulo V de Copiapó, Candilejas, La pandilla Tropical Albacora de Coquimbo, Agua Santa, entre otros), sin embargo, su verdadero origen proviene del surgimiento de agrupaciones tropicales andinas juveniles (quienes replicaban temas de chichas, sayas, huaynos y caporales en su repertorio, particularmente, temas muy populares de artistas peruanos como Chacalón y La Nueva Crema, Génesis, Los Shapis, Guinda, Los Wankas, etc), compuestas en su mayoría por jóvenes aymarás de la I Región que podían conseguir instrumentos electrónicos a bajo costo en la Zofri (Zona Franca de Iquique) y reducir el costo humano, utilizando un tecladista en vez de tres trompetistas. Ellos tocaban particularmente para las procesiones y festividades religiosas como La Tirana, la fiesta de la rueda y los carnavales de la I región, muy recurrentes en los pueblos de la zona como Huaviña, Mamiña, Cariquima, Pica, Chiapa, etc), quienes encontraban en la música un medio para salir de la precariedad en la que vivían, ello se veía reflejado en las letras, muy "lloronas" y cargadas a situaciones dramáticas, de desahogo y sufrimiento. El hecho de que en Iquique existiera un sello dedicado a esos ritmos desde los años 1960 (Carrero Discos), de que en 1988, el sello Claridad de Arica, el cual hasta ese entonces solo grababa a su agrupación homónima, se abriera a promover más artistas locales, y también debido a la apertura de las radios folclóricas y populares hacia los ritmos tropicales andinos en la I y II Regiones a mediados de los años 1980 (siendo una de las pioneras, la desaparecida Radio Internacional de Arica con el programa Estrellas Tropicales), les permitió promocionarse y lograr éxito en las zonas periféricas de Arica, Iquique, Alto Hospicio, Antofagasta, Calama y Tocopilla.
Su lírica, luego de masificarse el movimiento en 1997 evoluciona a una bastante más diversa: desde "poemas" cantados, sufrimiento y desahogo hasta la más simple y llana pachanga e incitación al alcoholismo y a pasarlo bien. También existen excepciones donde se critican y acusan situaciones vulnerables de la sociedad, tales como la drogadicción, el maltrato y la vida de la gente campesina. En resumen, la lírica es universal con tendencia a contenidos amorosos. Pese a sufrir un doloroso declive gracias a la proliferación de grupos, en su mayoría de Santiago, con temas "one hit wonder" que terminaron por saturar y desgastar el movimiento, disputas entre los integrantes por el hambre de fama o por la propiedad de la marca, peleas entre grupos, a la mala campaña estigmatizadora realizada por algunos canales de TV para impulsar otros géneros como el Axe y la Plena Uruguaya (Pop Latino) en su tiempo (Con acusaciones bastante fuertes de relaciones con bandas de narcotraficantes o acusaciones de pedofilia, u otras de corte clasista como considerarlos música cuma), o, actualmente el Reggaeton y la nueva movida tropical, es prácticamente el estilo dominante en el norte chico (donde todavía siguen surgiendo grupos de cumbia electrónica, fusionándolo con los ritmos del momento en algunos casos), también es dominante en el Chile rural y provincial y en la periferia de la Región Metropolitana de Santiago. Respecto a los instrumentos; lo predominante han sido las baterías, tumbas y teclados eléctricos, de preferencia, de las marcas Korg, Roland y Yamaha.

### Cumbia ranchera tropical
La "cumbia tropical ranchera" o "nueva cumbia ranchera" es un sub-género nacido en el sur de Chile, a principios de la década de los 2000, popularizado por el grupo Los Charros de Lumaco, quienes son conocidos como los padres de este género, ya que son los más galardonados y conocidos a nivel nacional e internacional. Este estilo se basa en teclado (teniendo como base el teclado Casio CTK-811EX) y guitarra eléctrica junto con mezclar el estilo ranchero/mexicano, del cual nacieron muchas agrupaciones de este estilo tales como: "Los Rancheros de Plata", "Los Súper Charros", "Los Kuatreros del Sur", "Los Gatos Negros", La Banda Tropikal De Vallenar, Los Rancheros de Río Maule, Zúmbale Primo, entre otros. Se puede tomar como una modernización de la antigua cumbia ranchera difundida por grupos como "Los Hermanos Bustos", "Los Llaneros de la Frontera", "Los Luceros del Valle", "Los Manantiales", "Los Reales del Valle", etc., teniendo como influencia la música norteña mexicana y la cumbia norteña mexicana